# 콜리야 (영화)
《콜리야》(Kolya)는 체코에서 제작된 얀 스베라크 감독의 1996년 드라마 영화이다. 즈데네크 스베라크 등이 주연으로 출연하였고 에릭 아브라함 등이 제작에 참여하였다.

## 출연

### 주연
- 즈데네크 스베라크
- 안드레이 샬리몬

### 조연
- 리부셰 사프란코바
- 온드레이 베치
- 스텔라 자즈보르코바
- 이레나 리바노바

## 기타
- 공동제작: 언스트 골드슈미트
- 의상: 카타리나 홀라

## 한국어 더빙 성우진

### KBS (1999년 3월 15일)
- 김종성 - 루카 (즈데네크 스베라크)
- 김수경 - 콜리야 (안드레이 샬리몬)
- 김민규
- 김태연
- 임수아
- 나수란
- 김정미
- 조동희
- 이호인
- 김영민
- 최병상
- 이현선
- 정미경

### SBS (2007년 5월 27일)
- 유강진 - 루카 (즈데네크 스베라크)
- 이현주 - 콜리야 (안드레이 샬리몬)
- 홍승섭 - 브로츠 (온드레이 베치)
- 안경진 - 클라라 (리부셰 사프란코바)
- 이영주 - 루카 엄마 (스텔라 자즈보르코바)
- 김태웅 - 호우덱 (라디슬라프 스모르약)
- 이우신 - 노보트니 (밀로슬라프 타보르스키)
- 문지현 - 블랑카 (실비아 수바도바)
- 황정란 - 타마라 (릴리야 말키나)
- 방성준 - 루카의 친구